# گرمایش ناحیه‌ای

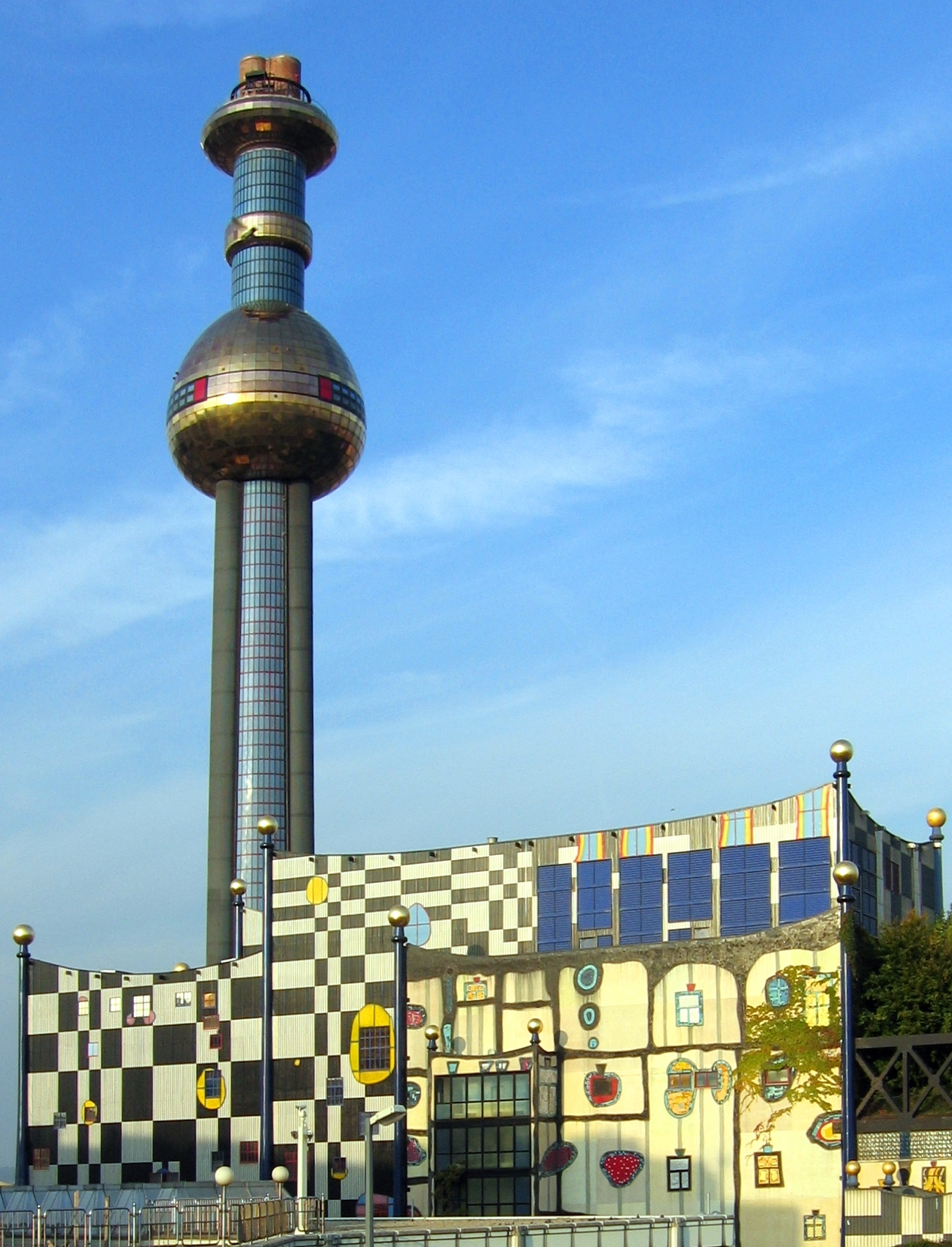
کارخانه سوزاندن اسپیتیلاُ یکی از چندین کارخانه است که گرمایش ناحیه‌ای را در وین، اتریش ارائه می‌دهد.

تصویر متحرک نحوه عملکرد گرمایش ناحیه‌ای را نشان می‌دهد

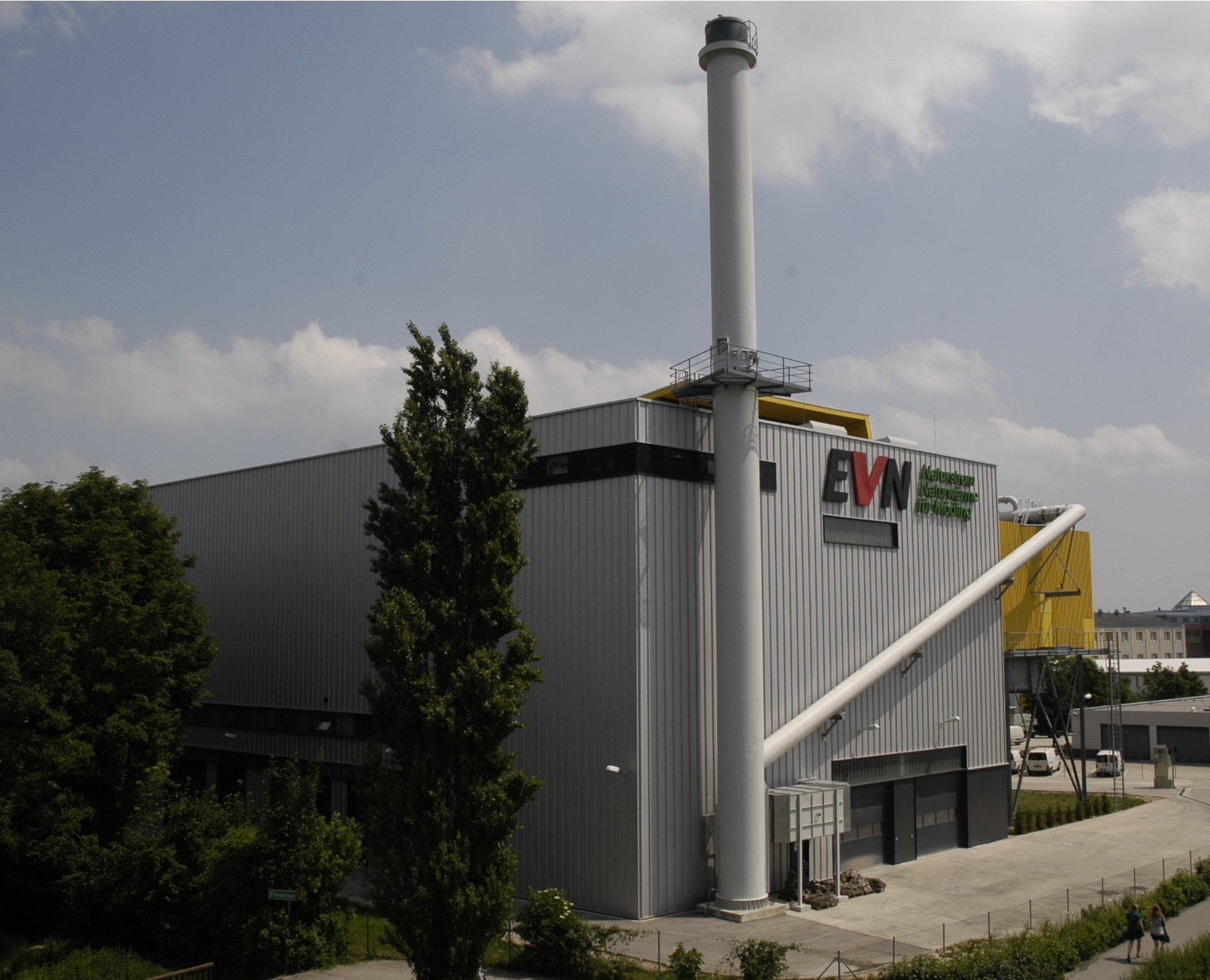
نیروگاه گرمایش ناحیه‌ای با سوخت زیتوده در مودلینگ، اتریش.

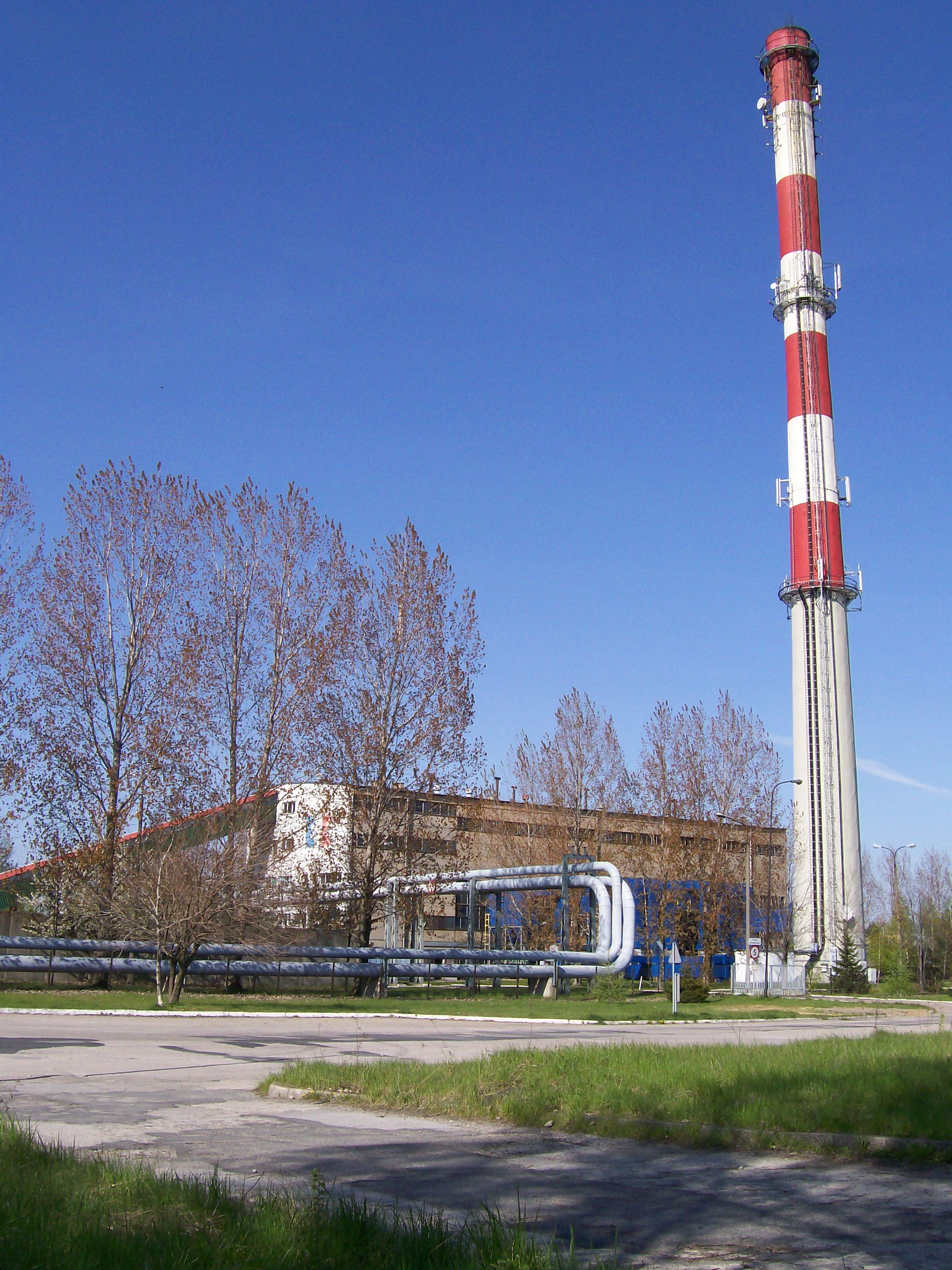
کارخانه گرمایش زغال‌سنگی در ویلون، لهستان.

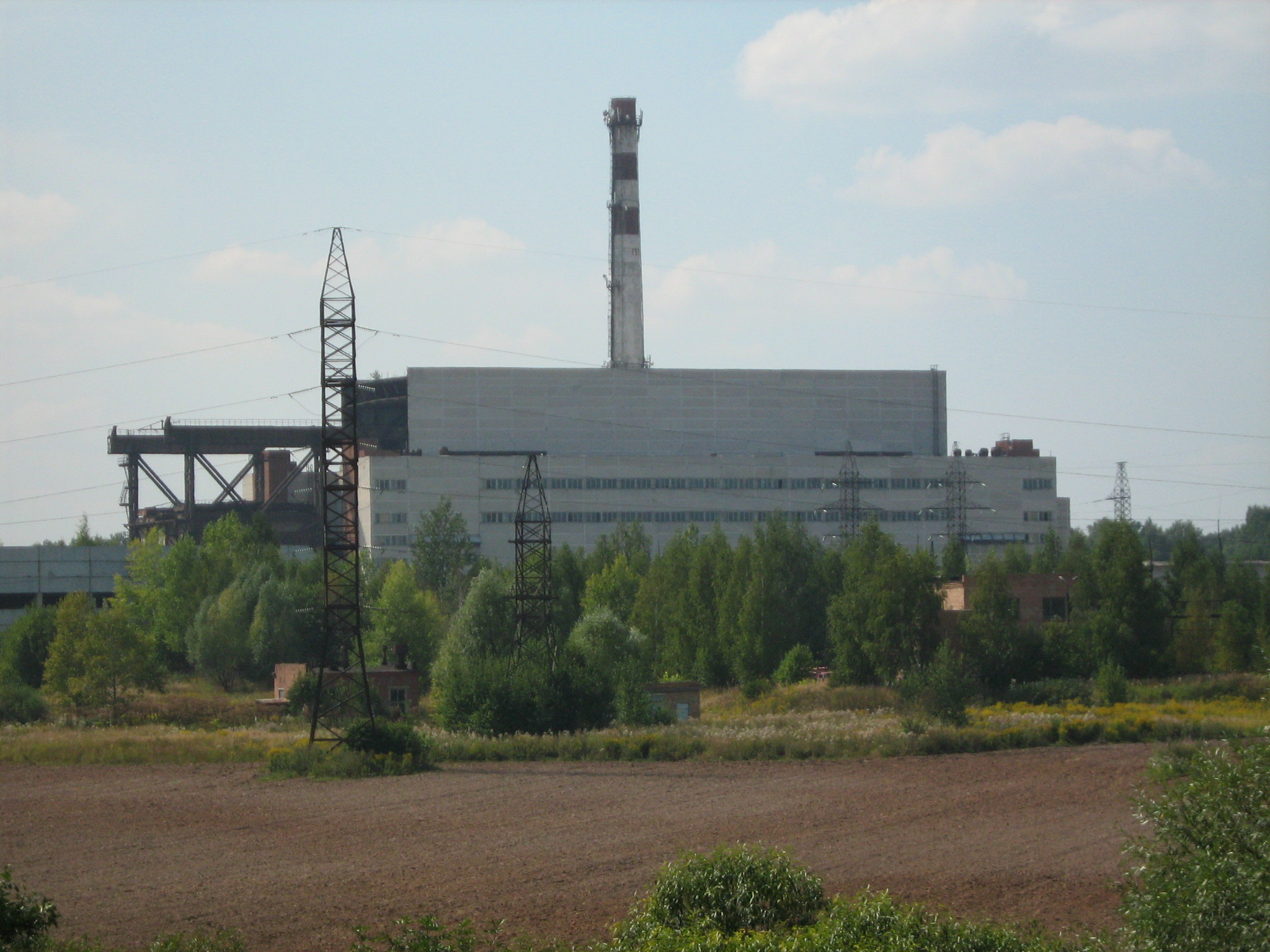
کارخانه گرمایش هسته ای گورکی روسیه در فدیاکوو، استان نیژنی نووگورود، روسیه لغوشد.

گرمایش ناحیه‌ای (همچنین به عنوان شبکه‌های گرمایی یا دورگرمایش نیز شناخته می‌شود) سامانه‌ای برای توزیع‌سازی گرمای تولیدشده در یک مکان متمرکزشده ازطریق یک سامانه لوله‌های عایق‌شده برای نیازهای گرمایش مسکونی و تجاری مانند گرمایش فضا و گرمایش آب است. گرما اغلب از یک نیروگاه تولیدهم‌زمان سوخت‌های فسیلی یا زیست‌توده به دست می‌آید، اما از ایستگاه‌های دیگ‌بخار فقط-گرما، گرمایش زمین‌گرمایی، پمپ‌های حرارتی و گرمایش خورشیدی مرکزی و همچنین تلفات گرمایی کارخانه‌ها و تولید برق با انرژی هسته‌ای استفاده می‌شود. نیروگاه‌های گرمایش ناحیه‌ای می‌توانند بازدهی بالاتر و کنترل آلودگی بهتر را نسبت به دیگ‌بخارهای محلی ارائه دهند. براساس برخی تحقیقات، گرمایش ناحیه‌ای با گرما و برق ترکیبی (CHPDH) ارزان‌ترین روش کاهش انتشار کربن است و یکی از کمترین ردپای کربن را در بین تمام نیروگاه‌های فسیلی دارد.
شبکه‌های گرمایش ناحیه‌ای نسل-پنجم از احتراق درمحل (به انگلیسی: on-site) استفاده نمی‌کنند و انتشار CO۲ و NO۲ درمحل صفر دارند. آنها از انتقال گرما با استفاده از الکتریسیته استفاده می‌کنند که ممکن است از انرژی‌های تجدیدپذیر یا از نیروگاه‌های دوردست با سوخت-فسیلی تولید شود. ترکیبی از CHP و پمپ‌های گرمایی متمرکز در سامانه چندانرژی استکهلم استفاده می‌شود. این امکان تولید گرما ازطریق الکتریسیته را درمواقعی‌که تولید برق متناوب فراوان وجود دارد، و تولید همزمان برق و گرمایش ناحیه‌ای زمانی که دسترسی به تولید برق متناوب کم‌است، می‌دهد.
گرمایش ناحیه‌ای در ۱۰۰ راه‌حل پروژه فروکش برای گرمایش جهانی رتبه ۲۷ را دارد.‌

## نفوذ در بازار
نفوذ گرمایش ناحیه‌ای (DH) به بازار گرما بسته به کشور متفاوت است. نفوذ تحت تأثیر عوامل مختلفی ازجمله شرایط محیطی، دردسترس‌بودن منابع گرما، اقتصاد و چارچوب اقتصادی و قانونی است. هدف کمیسیون اروپا توسعه شیوه‌های پایدار از طریق اجرای فناوری گرمایش و سرمایش ناحیه‌ای است.
درسال ۲۰۰۰ درصدِ خانه‌های تامین‌شده توسط گرمایش ناحیه‌ای در برخی از کشورهای اروپایی به شرح زیر بود:
| کشور      | نفوذ (۲۰۰۰)  |
| --------- | ------------ |
| ایسلند    | ۹۵٪          |
| دانمارک   | ۶۴٫۴٪ (۲۰۱۷) |
| استونی    | ۵۲٪          |
| لهستان    | ۵۲٪          |
| سوئد      | ۵۰٪          |
| جمهوری چک | ۴۹٪          |
| فنلاند    | ۴۹٪          |
| اسلواکی   | ۴۰٪          |
| روسیه     | ۳۵٪          |
| آلمان     | ۲۲٪ (۲۰۱۴)   |
| مجارستان  | ۱۶٪          |
| اتریش     | ۱۲٫۵٪        |
| فرانسه    | ۷٫۷٪ (۲۰۱۷)  |
| هلند      | ۳٪           |
| انگلستان  | ۲٪           |